# Noordam (schip, 1938)
De Noordam was het tweede schip met die naam van de Holland-Amerika Lijn (HAL). Het was een vrachtschip maar er was ook voor de oorlog ruimte voor 125 passagiers.
Het sprak de vermogende passagiers aan, die meestal al wat ouder waren en van rust hielden, maar prijs stelden op een luxe omgeving, goed eten en comfortabele hutten. Op een na waren de hutten aan de buitenzijden van het schip geplaatst met 1 of 2 ramen, alle hutten hadden een eigen badkamer, 1 of 2 wastafels, toilet, badkuip of douche. Er waren een, twee en driepersoons hutten. De voor het publiek toegankelijke ruimten waren luxueus ingericht, veel mooier dan de schepen in de gewone passagiersvaart.

## 1938
De Noordam werd in Rotterdam gebouwd door Machinefabriek en Scheepswerf P. Smit Jr. te Rotterdam. Het werd tewatergelaten door mevrouw van der Vorm, echtgenote van de president-commissaris van de HAL. De eerste reis werd ondernomen op 28 september 1938 en ging van Rotterdam naar New York. Vanaf 1940 werd het schip gebruikt voor de Java-New York Lijn (JNL). De eerste reis van New York naar Java vertrok op 14 maart 1940, deze inzet duurde tot april 1942.

## 1942 - 1945
Het schip werd op 8 december 1942 door de United States War Shipping Administration in San Francisco gecharterd en door de Bethlehem Steel Corporation in San Francisco verbouwd tot troepentransportschip voor ca 2.200 militairen. Het werd daar ingezet waar het nodig was, maar werd wel door de HAL beheerd. Het had een Nederlandse bemanning, aangevuld met twee Amerikaanse officieren die het gezag hadden over de militairen aan boord. Gedurende de oorlog vervoerde het schip zo'n 70.000 militairen en anderen naar hun bestemming. 
1945
De Bersiapperiode was net begonnen. Gebeurtenissen volgden elkaar snel op. De Strijd om Soerabaja was beslist en kolonel Mallaby was vermoord.
Op 16 oktober 1944 werd kolonel Mattheus de Bruyne commandant van de mariniers in de Verenigde Staten met de opdracht de eerste Nederlandse marinebrigade te vormen. Op 17 november 1945 vertrok hij met de Noordam, 105 officieren en 1939 manschappen vanuit de Amerikaanse havenstad Norfolk naar Nederlands-Indië. Via Middellandse Zee, Suezkanaal en Ceylon kwam men in de Indische wateren. Rechtstreeks naar Batavia was niet mogelijk. Via Port Swettenham en Penang kwam men uiteindelijk op 30 december 1945 aan in Tanjung Priok. De volgende dag vertrok kolonel de Bruyne naar Batavia.

Daar bemerkte hij dat er grote onenigheid bestond tussen Hubertus van Mook, de Nederlandse admiraal Conrad Helfrich en de Britse generaal Philip Christison over de aanpak van de Indonesiërs. Soekarno verspreidde, ongehinderd door de Engelsen, zijn propaganda en streefde naar onafhankelijkheid van Nederlands-Indië.
De Bruyne keerde terug naar de Noordam en vertrok weer naar Singapore. Daar bleven zijn manschappen tot eind februari 1946.

## 1946
De Noordam werd in 1946 teruggegeven aan de eigenaren. Op 19 februari 1946 kwam de Noordam in Rotterdam aan en in het tweede kwartaal van 1946 bij de bouwwerf Piet Smit weer tot passagiers-/vrachtschip verbouwd.
In juli 1946 maakte de Noordam alweer haar eerste reis van Rotterdam naar New York. 
In april 1948 bracht ze de eerste Marshallhulp naar Nederland: 4.000 ton Amerikaanse tarwe.

## 1963
27 april 1963 werd de Noordam overgenomen door Cielomar SA uit Lugano, Italië. Ze werd herdoopt in Oceanien en voer onder Panamese vlag  Op 2 augustus voor haar eerste reis onder de nieuwe naam van Marseille naar Sydney.  

## 1966
In december 1966 werd de Oceanien voor de sloop verkocht aan Cantieri Navale del Golfo S.p.A, die op 4 maart 1967 te La Spezia (Italië) met het slopen begon.

## Trivia
- De Noordam I bestond van 1902-1928, de Noordam III van 1984-2005 (heet daarna Thomson Celebration), de Noordam IV van 2006-heden.